# Municipio de Sauratown
El municipio de Sauratown (en inglés: Sauratown Township) es un municipio ubicado en el  condado de Stokes en el estado estadounidense de Carolina del Norte. En el año 2010 tenía una población de 5.681 habitantes.

## Geografía
El municipio de Sauratown se encuentra ubicado en las coordenadas 36°20′46.5″N 80°21′44.19″O / 36.346250, -80.3622750.